# Norbert K. Semmer

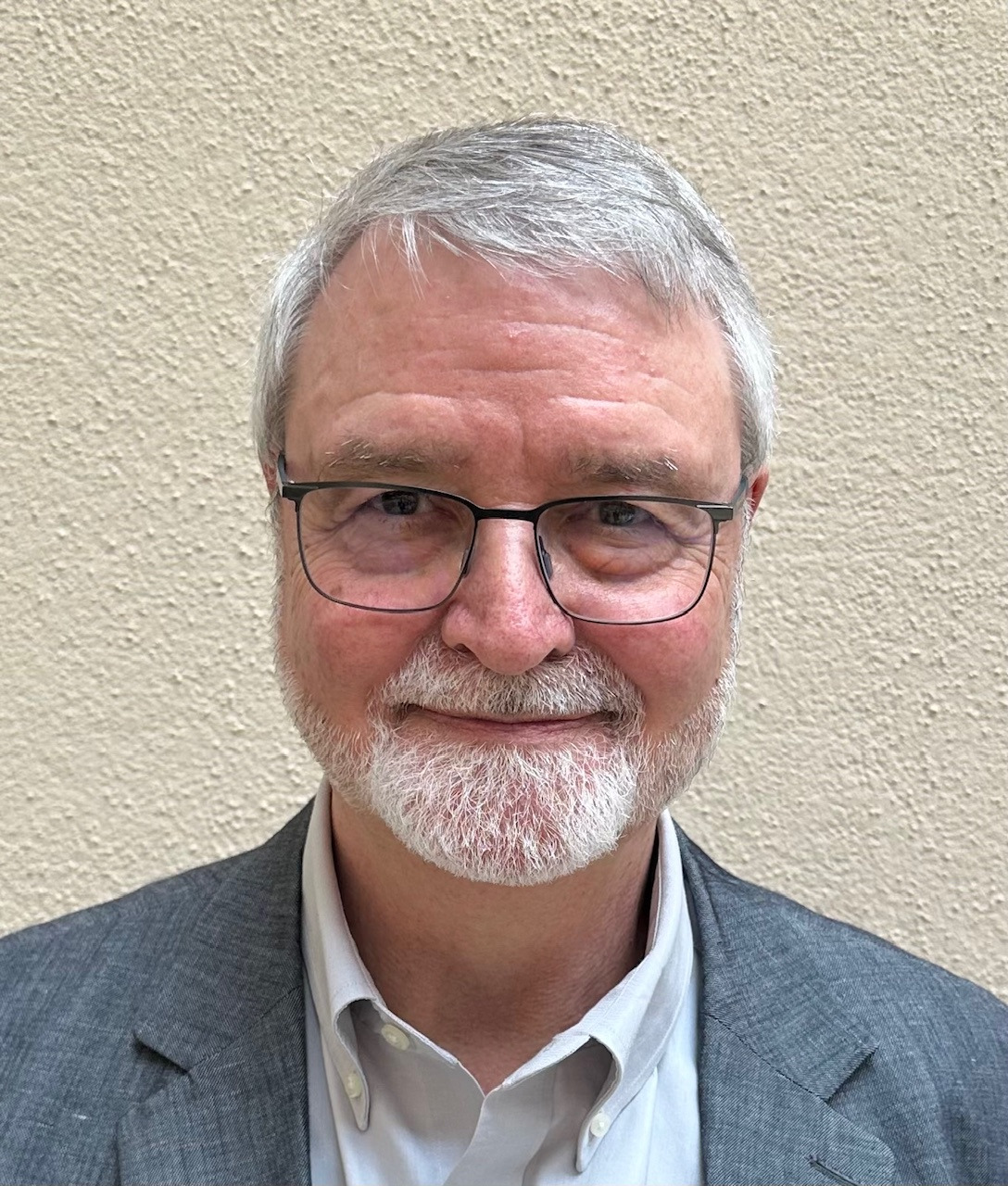
Norbert Semmer (2025)

Norbert Karl Semmer (Norbert K. Semmer, auch Norbert Semmer) (* 16. Oktober 1949 in München) ist ein deutsch-schweizerischer Psychologe, Hochschullehrer und emeritierter Professor für Arbeits- und Organisationspsychologie der Universität Bern sowie kooptierter Professor der Universität Konstanz.

## Ausbildung und Tätigkeit in Berlin
Semmer legte die Abiturprüfung 1969 ab, von 1966 bis 1967 ging er für ein Jahr als Austauschschüler in die USA an die Catholic Central High School in Grand Rapids (Michigan).
Es schloss sich ein Psychologiestudium von 1969 bis 1976 an den Universitäten Regensburg und Groningen (NL), sowie der Freien Universität Berlin an, was er dort als Diplom-Psychologe abschloss. Er erhielt zunächst ein Doktorandenstipendium und hat unter der Leitung von Siegfried Greif bis 1978 an einem Projekt zu Stress am Arbeitsplatz mitgewirkt. Dieses fand in Kooperation mit der ETH Zürich (Eberhard Ulich) statt.
1978 wurde er Wissenschaftlicher Assistent am Psychologischen Institut der Technischen Universität Berlin und hat weiterhin an diesem Projekt mitgearbeitet, wo er sich weiter mit Stress am Arbeitsplatz und Schichtarbeit beschäftigte. Dort promovierte er 1983 mit einem Thema zu "stressbezogener Arbeitsanalyse".
1982 übernahm er eine Stelle am Institut für Sozialmedizin und Epidemiologie beim Bundesgesundheitsamt in Berlin. Das Forschungsthema dort war "Gesundheitsverhalten im Kindes- und Jugendalter". Bis 1984 war er Leiter des Psychologenteams, ab 1984 Projektleiter.
1987 habilitierte er sich an der Technischen Universität Berlin.

## Tätigkeit in Bern
Ab April 1987 bis März 1988 war er am Psychologischen Institut der Universität Bern für die Arbeits- und Organisationspsychologie verantwortlich, zunächst als Oberassistent und Lektor.
Im April 1988 wurde er auf eine Professur für Arbeits- und Organisationspsychologie der Universität Bern berufen. Im Februar 2014 wurde er emeritiert. Von 2005 bis 2007 war er Dekan der Fakultät für Humanwissenschaften der Universität Bern. Seit November 2015 ist er auch kooptierter Professor für Biologische Arbeits- und Gesundheitspsychologie der Universität Konstanz.
1989 bis 1991 hatte er einen Lehrauftrag an der Universität Genf, nach der Emeritierung nahm er von Juli 2015 bis September 2017 eine Gastprofessur an der Claremont Graduate University, Claremont an.

## Forschung
Semmer gibt gegenwärtig zwei Haupt-Interessengebiete seiner Forschung an:
- Gesundheitspsychologie am Arbeitsplatz (Stress und Emotionen am Arbeitsplatz): Messung, Beziehung zu Gesundheit, Wohlbefinden und Leistung; Theorie: verfolgt derzeit den Ansatz „Stress als Angriff auf das Selbst“. Im Vordergrund dieses Ansatzes steht die Annahme, dass ein positives Selbstbild – in der Selbsteinschätzung wie auch in der Einschätzung durch wichtige andere – ein grundlegendes Bedürfnis darstellt und daher in der Einschätzung von Ereignissen und Umständen eine zentrale Rolle spielt. Neben verletzendem Verhalten anderer oder dem Nicht-Genügen eigener Ansprüche wird dieses Bedürfnis auch durch Umstände verletzt, bei denen das nicht so naheliegt – etwa durch Aufgaben, die nicht der eigenen beruflichen Rolle entsprechen oder als unnötig empfunden werden (illegitime Aufgaben) oder die den Einsatz der eigenen Kompetenzen nicht erlauben (zu einfache, repetitive Aufgaben), durch vermeidbare Stressfaktoren (illegitime Stressoren). Umgekehrt wird dieses Bedürfnis erfüllt durch Wertschätzung, welche ihrerseits direkt ausgedrückt wird (Lob), aber auch in der Arbeitsgestaltung zum Ausdruck kommt (Einräumen von Entscheidungsspielräumen in der Arbeit). Eine grosse Anzahl von Forschungsarbeiten aus der Gruppe um Semmer, aber auch durch andere, internationale Forschungen, stützen den „Stress-as-Offense-to-Self“ Ansatz.
- Teamkoordination: Effizienz, Qualität, Fehler und Sicherheit, Aktueller Fokus auf den Einfluss von Teamkoordination und Kommunikation auf die Leistung medizinischer Teams (interdisziplinäre Zusammenarbeit zwischen Psychologie und Medizin der Universitäten Neuenburg, Bern und Basel). Bei diesen Untersuchungen, die von psychologischer Seite mit Franziska Tschan-Semmer durchgeführt werden, geht es um die Frage optimaler Teamarbeit im Hinblick auf Kommunikation und Koordination. Dazu gehören vor allem gegenseitige Information, Verständigung über aufgabengerechte Arbeitsverteilung und situationsgerechte Wahrnehmung der eigenen Rolle (z. B. Führung). In diesem Bereich wurde ein Protokoll zur intra-operativen Information entwickelt (StOP?-Protokoll), das sich in einer ersten Evaluationsstudie als sehr wirksam erwiesen hat[3]

Semmer war beim schweizerischen Nationalfonds bei 21 Projekten Antragsteller oder Mitantragsteller. Darunter waren 5 Schwerpunktprogramme (SPP)
- Postgraduierten-Programm: Stress und Emotionen am Arbeitsplatz und in sozialen Beziehungen (1998–2005)
- Übergreifendes Projekt: Arbeitserfahrung und Lebensqualität in der Schweiz: Arbeit, Stress und Persönlichkeitsentwicklung  (2000–2004)
- Stresserfahrungen am Arbeitsplatz (1997–1999 und ein Anschlussprojekt 2000–2001)
- Übergreifendes Projekt: Arbeitserfahrung und Lebensqualität in der Schweiz: Arbeit, Stress und Persönlichkeitsentwicklung  (1997–1999)

## Lehre
In Bern war er bis Januar 2014 verantwortlich für das Programm der Master-Ausbildung für Arbeits- und Organisationspsychologie, seine Lehrveranstaltungen auf Bachelor- und Masterstufe umfassten dies und daneben auch Persönlichkeitspsychologie.
Semmer veranstaltete Seminare über Arbeitsgestaltung, Stress und Wohlbefinden am Arbeitsplatz, menschliche Fehler, Forschungsmethoden, Training, Führung, Motivation und Zufriedenheit. Auch in der Doktorats-Ausbildung war er Dozent in Doktorandenprogrammen zu Stress und Emotionen
Auch Workshops außerhalb der Universität zu Themen wie Gesundheitspsychologie am Arbeitsplatz, Stressmanagement, Wertschätzung am Arbeitsplatz, menschliche Fehler und Sicherheit sowie Leistungsqualität. Workshops an anderen Universitäten gehörten ebenfalls zu seinem Lehrangebot (z. B. Workshops zur Gesundheitspsychologie am Arbeitsplatz an der Claremont Graduate University, 2015–2017 oder ein Workshop zu Stress und Ressourcen am Arbeitsplatz, Universidad des Andes, Bogota, Kolumbien). Er hat Beratungen durchgeführt und Kurse und Vorträge zu arbeitspsychologischen Themen gehalten – in Unternehmen, bei Verbänden, an Universitäten. Die Themen beinhalten u. a. Stress und Ressourcen am Arbeitsplatz, Arbeitszeit, Fehler bei der Arbeit, Führung, Konflikt, Kommunikation, Wertschätzung. Diese Aktivitäten halten, wenngleich in reduziertem Ausmass, an.

## Weitere Tätigkeiten, Funktionen und Auszeichnungen
Norbert Semmer ist seit 2011 Ordentliches Mitglied der Academia Europaea in der Sektion "The Human Mind and its Complexity". In der Laudatio wird er als einer der international führenden Wissenschaftler auf dem Gebiet der arbeitspsychologischen Forschung gewürdigt.
Er wurde 2012 zum Fellow der European Academy of Occupational Health Psychology (EAOHOP) gewählt Seit 2014 ist er Fellow der International Association of Applied Psychology In der Society for Industrial and Organizational Psychology wurde er gleichfalls als Fellow gewählt,
In Berlin war Semmer (1978) Mitbegründer des Vereins «Arbeit, Bildung und Forschung», der vor allem in der betrieblichen Erwachsenenbildung mit Themen zu sozialen Kompetenzen tätig ist.
Ab Ende der 1980er Jahre war Semmer von psychologischer Seite für den Aufbau sowie in den ersten Jahren für die fachliche Leitung des psychologischen Dienstes der Kantonspolizei Bern verantwortlich. Semmer wirkte in der Schweiz als Experte der Eidgenössischen Kommission für nukleare Sicherheit KNS von bis 1992 bis 2005 mit und war von 2006 bis 2015 Mitglied er Eidgenössischen Arbeitskommission.
In Deutschland war er von 2014 bis 2018 Mitglied des Wissenschaftlichen Beirates der Bundesanstalt für Arbeitsschutz und Arbeitsmedizin (BAuA) und ist Beiratsmitglied der Arbeitszeitgesellschaft in Österreich, die Forschung zum Thema Arbeitszeit in und zwischen verschiedenen Disziplinen fördert.
In der Schweizerischen Gesellschaft für Psychologie war er 1988 bis 1992 Vorstandsmitglied. Er ist Mitbegründer der Schweizerischen Gesellschaft für Arbeits- und Organisationspsychologie (SGAOP) und war von Gründung 1989 bis 1992 Vorstandsmitglied, anschliessend bis 1995 der Präsident. Er ist dort zum Ehrenmitglied gewählt worden.
Im September 2009 erhielt er den Innovationspreis der Fachgruppe Arbeits- und Organisationspsychologie der Deutschen Gesellschaft für Psychologie, der im gleichen Jahr erstmals vergeben wurde.

## Veröffentlichungen
ResearchGate kennt Stand Juli 2025 262 Publikationen von Semmer, die 16'539 Mal zitiert wurden. In Google Scholar sind für seine Arbeiten mit Stand Juli 2025 24'683 Zitierungen erfasst bei einem h-Index von 83, den in dieser Höhe nur aussergewöhnliche und in ihrem Fach vielbeachtete Persönlichkeiten erreichen. Die einzelnen Publikationen sind auch auf seiner Institutsseite angegeben.
Semmer war Mitherausgeber der Zeitschrift Applied Psychology – An International Review von 1992 bis 1998 und der Psychologischen Rundschau, von 1995 bis 1998. Von 1995 bis 2003 war er Consulting Editor des Journal of Occupational and Organizational Psychology.
Seit 1998 ist er Mitglied des Beirates der Zeitschrift für Arbeits- und Organisationspsychologie, seit 2001 im Editorial Board des European Journal of Work and Organizational Psychology, seit 2002 beim Scandinavian Journal of Work, Environment & Health. International Advisory Board Member ist er beim Journal of Occupational Health Psychology seit 2006 und Editorial Board Member der Zeitschrift Occupational Health Science von Beginn im Jahr 2017 an.

### Ausgewählte Arbeiten
- N. K. Semmer, F. Tschan, N. Jacobshagen, T. A.Beehr, A. Elfering, W. Kälin, L. L. Meier, L. L.. Stress as offense to self: A promising approach comes of age. Occupational Health Science, 3(3) 2019, 205–238. doi:10.1007/s41542-019-00041-5
- F. Tschan,  S. Keller, N. K. Semmer, …& G. Beldi: Effects of structured intraoperative briefings on patient outcomes: A multicentric before and after study using inverse probability of treatment weighting. British Journal of Surgery, 109 (1) 2022, 136–144. doi: 10.1093/bjs/znab384
- A. Auer, N. K. Semmer, R. von Känel, L. Thomas, C. Zuccarella-Hackl, R. Wiest, P. Wirtz, P:. Taking appreciation to heart: Appreciation at work and cardiovascular risk in male employees. Frontiers in Public Health, 12 2024 , 1284431. doi:10.3389/fpubh.2024.1284431
- Tschan, F., Vetterli,M., Semmer, N. K., Hunziker, S., & Marsch, S. C. U. (2011). Activities during interruptions in cardiopulmonary resuscitation: A simulator study. Resuscitation, 82, 1419–1423. doi:10.1016/j.resuscitation.2011.06.023
- Hunziker, S, Bühlmann, C, Tschan, F, Balestra, G., Legeret, C., Schumacher, C., Semmer, N. K., Hunziker, P, & Marsch, S..(2010). Brief leadership instructions improve cardiopulmonary resuscitation in a high fidelity simulation: A randomised controlled trial. Critical Care Medicine, 38, 1086–1091. doi:10.1097/CCM.0b013e3181cf7383
- Bogenstätter, Y., Tschan, F., Semmer, N. K., Spychiger, M., Breuer, M., & Marsch, S. U. (2009). How accurate is information transmitted to medical professionals joining a medical emergency? A simulator study. Human Factors, 51, 115–125. doi:10.1177/0018720809336734
- Hunziker, S., Tschan, F., Semmer, N. K., Zobrist, R., Spychiger, M., Breuer, M. Hunziker P. R., & Marsch, S. C. (2009). Hands-on time during cardiopulmonary resuscitation is affected by the process of teambuilding: A prospective randomised simulator-based trial. BMC Emergency Medicine, 9: 3. doi:10.1186/1471-227X-9-3
- Semmer, N. K., Elfering, A., Jacobshagen, N., Perrot, T., Beehr, T. A., & Boos, N. (2008). The emotional meaning of instrumental social support. International Journal of Stress Management, 15, 235–251. doi:10.1037/1072-5245.15.3.235
- Semmer, N., Zapf, D., & Greif, S. (1996)."Shared job strain". A new approach for assessing the validity of job stress measurements. Journal of Occupational and Organizational Psychology, 69, 293–310. doi:10.1111/j.2044-8325.1996.tb00616.x

## Persönliches
Norbert Semmer ist mit Franziska Tschan Semmer verheiratet, die emeritierte Professorin für Sozialpsychologie der Arbeit an der Universität Neuenburg ist.